# RWDD4
RWDD4 (англ. RWD domain containing 4) – білок, який кодується однойменним геном, розташованим у людей на 4-й хромосомі. Довжина поліпептидного ланцюга білка становить 188 амінокислот, а молекулярна маса — 21 251.
| 10         |  | 20         |  | 30         |  | 40         |  | 50         |
| ---------- |  | ---------- |  | ---------- |  | ---------- |  | ---------- |
| MSANEDQEME |  | LEALRSIYEG |  | DESFRELSPV |  | SFQYRIGENG |  | DPKAFLIEIS |
| WTETYPQTPP |  | ILSMNAFFNN |  | TISSAVKQSI |  | LAKLQEAVEA |  | NLGTAMTYTL |
| FEYAKDNKEQ |  | FMENHNPINS |  | ATSISNIISI |  | ETPNTAPSSK |  | KKDKKEQLSK |
| AQKRKLADKT |  | DHKGELPRGW |  | NWVDVVKHLS |  | KTGSKDDE   |  |            |

A: Аланін

D: Аспарагінова кислота

E: Глутамінова кислота

F: Фенілаланін

G: Гліцин

H: Гістидин

I: Ізолейцин

K: Лізин

L: Лейцин

M: Метіонін

N: Аспарагін

P: Пролін

Q: Глутамін

R: Аргінін

S: Серин

T: Треонін

V: Валін

W: Триптофан

Задіяний у таких біологічних процесах, як ацетилювання, альтернативний сплайсинг. 